# Gesvres
Gesvres är en kommun i departementet Mayenne i regionen Pays de la Loire i nordvästra Frankrike. Kommunen ligger i kantonen Villaines-la-Juhel som tillhör arrondissementet Mayenne. År 2022 hade Gesvres 541 invånare.

## Befolkningsutveckling
Antalet invånare i kommunen Gesvres
| Referens: INSEE |